# Alberto Herrera
Alberto Herrera Rodríguez (ur. 23 lutego 2001 w Ciudad Madero) – meksykański piłkarz występujący na pozycji defensywnego pomocnika, reprezentant Meksyku, od 2021 roku zawodnik Puebli.